# 158 코로니스

코로니스 (소행성체명 : 158 코로니스 )는 1876년 1월 4일 베를린 천문대에서 러시아 천문학자인 빅토르 크노레(Viktor Knorre)에 의하여 발견된 주 소행성대의 소행성으로 그가 발견한 네 개의 소행성 발견 중 첫 번째이다. 소행성 이름의 의미는 확실하지 않지만 그리스 신화에서 아스클레피오스의 어머니인 코로니스(Coronis)에서 유래했을 가능성이 있다. 또는 휘아데스(Hyades)의 자매 님프인 코로니스(Coronis)에서 왔을 수도 있다. 코로니스 족은 이 소행성의 이름을 따서 명명되었다.
스펙트럼 분석에 의하면 암석 성분을 나타내는 S형 소행성으로 분류된다. 광도 관측에 의하면 보름달에서 초승달까지 자전주기로 14.206 ± 0.002 시간을 보여주고 이때 0.28-0.43 등급의 휘도 편차를 보여준다. 2010년, 알티미라(Altimira) 천문대에서 진행된 후속 연구에서는 이 추정치와 일치하는 14.208 ± 0.040 시간의 회전주기를 산출하였다. 광도 곡선에 기초하여 생성된 모델에 의하면 코로니스의 모양은 같은 족의 소행성인 243 이다와 모양은 비슷하지만 크기는 약간 더 크다. 
1500 만년 전에 158 코로니스에 발생한 충돌에 의하여 246 개의 천체 클러스터가 생성되었다. 158 코로니스 자체는 전체 질량의 98.7 %를 유지했다. 충돌로 발생한 새로운 천체는 코로니스 (2) 족을 형성하였는데, 코로니스 (2) 족은 이보다 훨씬 더 큰 코로니스 족의 하위 족이다.